# Подорожник большой
Подоро́жник большо́й, или Подорожник бо́льший (лат. Plantágo májor) — травянистое растение; вид рода Подорожник семейства Подорожниковые (Plantaginaceae). В России и сопредельных странах распространён повсеместно, кроме Крайнего Севера, как сорное растение; введён в культуру из-за лекарственных свойств.

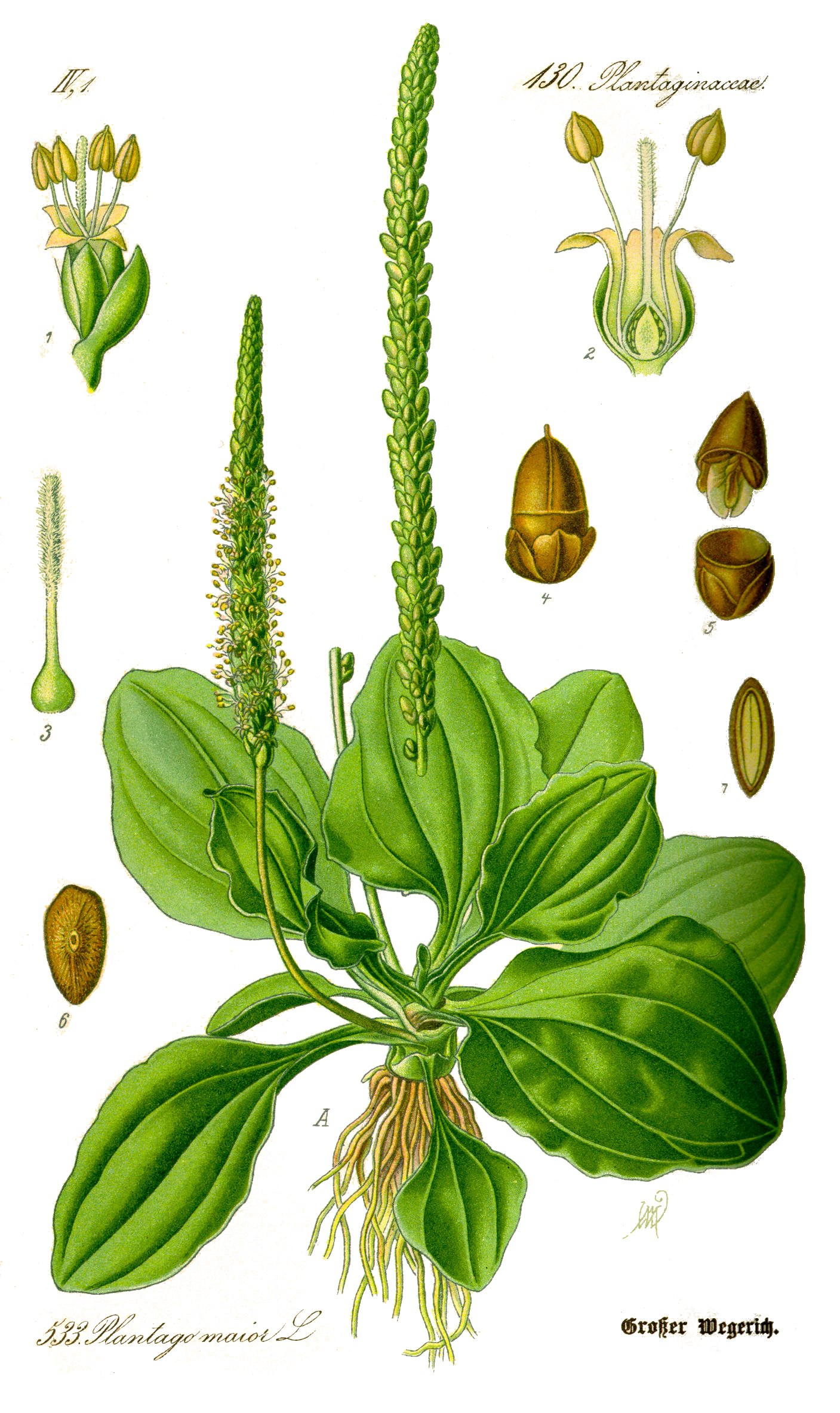
Подорожник большой. Ботаническая иллюстрация из книги О. В. Томе
Flora von Deutschland, Österreich und der Schweiz, 1885.

## Ботаническое описание
Многолетнее травянистое растение с коротким корневищем, усаженным тонкими нитевидными корнями.
Листья собраны в прикорневую розетку, черешковые, широкоовальной формы. Черешки равны по длине пластинке листа, длиннее её или редко короче.
Цветоносы прямостоячие, при основании восходящие, высотой 15—45 см, тонкобороздчатые, заканчивающиеся длинным цилиндрическим соцветием — колосом. Цветки мелкие четырёхчленные, чашелистики по краям плёнчатые, венчик светло-буроватый. Четыре тычинки вдвое длиннее трубки венчика, их нити белые, пыльники — тёмно-лиловые. Цветёт с мая — июня (на севере) до августа — сентября.
Плод — многосемянная коробочка. Анемофил.

## Значение и применение
Листья подорожника большого содержат полисахариды, в том числе слизь (до 11 %), иридоидный гликозид аукубин, горькие вещества, каротиноиды, аскорбиновую кислоту, холин.
В качестве лекарственного сырья используют лист подорожника большого (лат. Folium Plantaginis majoris) и траву подорожника большого свежую (Herba Plantaginis majoris recens).
Препараты из листьев подорожника большого обладают многосторонним целебным действием.
В народной медицине настой листьев рекомендован при сенной лихорадке (аллергии), горячке, поносе, геморрое, при воспалении мочевого пузыря, раке желудка и лёгких. Свежие листья прикладывают к ранам, ссадинам, порезам, язвам и фурункулам. Мазь с порошком сушёного подорожника — эффективное средство для лечения гнойничковых заболеваний кожи.
В научной медицине листья применяют как ранозаживляющее, противовоспалительное, кровоостанавливающее, отхаркивающее, снотворное, обезболивающее, бактерицидное и противоаллергическое средство.
Настой листьев применяют при бронхитах, туберкулёзе, коклюше, бронхиальной астме как отхаркивающее средство, заболеваниях желудочно-кишечного тракта, в том числе при язвенной болезни желудка и двенадцатиперстной кишки, при воспалении почек.
Сок из свежей травы эффективен при анацидных и хронических гастритах.
Спиртовой экстракт листьев понижает артериальное давление. Отхаркивающее действие подорожника используют в грудных сборах.
Выпускают лекарственный препарат Подорожника сок (лат. Plantaginis succus), используемый при гастрите, диспепсии, анорексии.
Из водного экстракта подорожника большого получают препарат «Плантаглюцид», который оказывает спазмолитическое и противовоспалительное действие и используется при язвенной болезни желудка и двенадцатиперстной кишки.
Молодые листья съедобны, на Дальнем Востоке России и на Кавказе из них делают супы.
Растение поедается алтайским маралом (Cervus elaphus sibiricus Severtzow).

## Галерея
| Общий вид | Лист | Цветки | Плоды |

## Классификация

### Таксономическое положение
- Plantago major L., 1752, Sp. Pl. : 112

Вид Подорожник большой относится к роду Подорожник (Plantago) семейства Подорожниковые (Plantaginaceae) порядка Ясноткоцветные (Lamiales) клады Ламииды, последовательно входящей в более крупные клады Астериды → Суперастериды → Эвдикоты → Цветковые растения. Таксономическая схема в соответствии с Системой APG IV по состоянию на декабрь 2023 года:
|  |                          |  |                                   |                                   |                          |  | еще 23 семейства | еще 23 семейства |                        |  |                         |  | еще 247 подтвержденных видов и 67 видов в статусе "неподтвержденных" | еще 247 подтвержденных видов и 67 видов в статусе "неподтвержденных" |  |
|  |                          |  |                                   |                                   |                          |  | еще 23 семейства | еще 23 семейства |                        |  |                         |  | еще 247 подтвержденных видов и 67 видов в статусе "неподтвержденных" | еще 247 подтвержденных видов и 67 видов в статусе "неподтвержденных" |  |
|  |                          |  |                                   | порядок Ясноткоцветные            |                          |  |                  |                  | род Подорожник         |  |                         |  |                                                                      |                                                                      |  |
|  |                          |  |                                   | порядок Ясноткоцветные            |                          |  |                  |                  | род Подорожник         |  | 3 внутривидовых таксона |  |                                                                      |                                                                      |  |
|  | клада Цветковые растения |  |                                   |                                   | семейство Подорожниковые |  |                  |                  | вид Подорожник большой |  |                         |  |                                                                      |                                                                      |  |
|  | клада Цветковые растения |  |                                   |                                   |                          |  |                  |                  |                        |  |                         |  |                                                                      |                                                                      |  |
|  |                          |  | ещё 63 порядка цветковых растений | ещё 63 порядка цветковых растений |                          |  |                  | еще 105 родов    | еще 105 родов          |  |                         |  |                                                                      |                                                                      |  |
|  |                          |  |                                   | ещё 63 порядка цветковых растений |                          |  |                  |                  | еще 105 родов          |  |                         |  |                                                                      |                                                                      |  |

### Внутривидовые таксоны
- Plantago major subsp. intermedia (Gilib.) Lange
- Plantago major subsp. major
- Plantago major subsp. winteri (Wirtg.) W.Ludw.

### Синонимы
- Plantago latifolia Salisb.
- Plantago major f. major
- Plantago major subvar. contracta Merino
- Plantago major subvar. pilosula Merino
- Plantago major var. borysthenica Rogow.
- Plantago major var. gigas (H.Lév.) H.Lév.
- Plantago major var. kimurae Yamam.
- Plantago major var. major
- Plantago major var. megastachya Wallr.
- Plantago major var. pauciflora (Gilib.) Bég.
- Plantago major var. sawadai Yamam.
- Plantago major var. sinuata (Lam.) Decne.